# Antoni Szymański (generał)
Antoni Czesław Tadeusz Szymański (ur. 30 lipca 1894 w Poznaniu, zm. 11 grudnia 1973 w Londynie) – podoficer Armii Cesarstwa Niemieckiego, powstaniec wielkopolski, pułkownik dyplomowany piechoty Wojska Polskiego i Polskich Sił Zbrojnych, w 1964 mianowany przez Prezydenta RP na uchodźstwie generałem brygady.

## Życiorys
Urodził się w rodzinie Romana (1840–1908) i Heleny z Wyczyńskich, jako najmłodszy z sześciorga dzieci. W latach 1903–1905 uczęszczał do poznańskiego Gimnazjum św. Marii Magdaleny, w latach 1905–1910 nauki pobierał w domu, zaś w latach 1910–1914 uczęszczał do Gimnazjum Humanistycznego we Wschowie. W latach szkolnych był członkiem Towarzystwa Tomasza Zana (sierpień 1912 – lipiec 1914).
11 maja 1915 został wcielony do Armii Cesarstwa Niemieckiego i przydzielony do 20 pułku artylerii polowej w Poznaniu-Sołaczu. Brał udział m.in. w bitwie pod Verdun. Przez cały czas nosił przy sobie kieszonkowe wydanie Pana Tadeusza z 1901. W maju 1918 został skierowany do Biedruska w charakterze słuchacza czteromiesięcznego kursu oficerskiego. Po ukończeniu kursu został awansowany na sierżanta-aspiranta oficerskiego.
W październiku 1918 wstąpił do Polskiej Organizacji Wojskowej Zaboru Pruskiego.
3 maja 1922 został zweryfikowany w stopniu kapitana ze starszeństwem z dniem 1 czerwca 1919 roku i 1888. lokatą w korpusie oficerów piechoty. 28 maja 1923 został przydzielony z Dowództwa Okręgu Korpusu Nr VII w Poznaniu do Biura Ścisłej Rady Wojennej w Warszawie. W biurze początkowo pełnił służbę na stanowisku referenta mobilizacyjnego, a następnie referenta w Wydziale „Zachód” Oddziału IIIa.
Z dniem 1 listopada 1925 został przydzielony do Wyższej Szkoły Wojennej w Warszawie, w charakterze słuchacza IV Kursu Normalnego. Z dniem 28 października 1927, po ukończeniu kursu i otrzymaniu dyplomu naukowego oficera sztabu generalnego, został przeniesiony do Oddziału II Sztabu Generalnego, pozostając oficerem nadetatowym 55 pułku piechoty. 2 kwietnia 1929 został awansowany na majora ze starszeństwem z dniem 1 stycznia 1929 roku i 66. lokatą w korpusie oficerów piechoty.
Od 2 września 1929 do 31 marca 1931 był kierownikiem referatu „Niemcy”. W tym okresie – pod pseudonimem „Mars” – opublikował pracę „Siły zbrojne Niemiec”, w którym omówił strukturę armii niemieckiej, zagrożenie jakie stanowiła ona dla Polski oraz kwestię współpracy Niemiec i ZSRR. Z dniem 1 kwietnia 1931 został przeniesiony z Oddziału II Sztabu Głównego do 12 pułku piechoty w Wadowicach na stanowisko dowódcy batalionu detaszowanego w Krakowie.
1 kwietnia 1932 został powołany na stanowisko attaché wojskowego w Berlinie. Na podpułkownika awansował ze starszeństwem z dniem 1 stycznia 1934 i 21. lokatą w korpusie oficerów piechoty. W czerwcu 1939 roku został także attaché wojskowym w Szwajcarii. 24 sierpnia 1939, wraz z attaché lotniczym i morskim, otrzymał zakaz opuszczania Berlina.
3 września 1939 rozpoczęła się ewakuacja ambasady polskiej w Berlinie. W nocy 5 na 6 września dotarł do Kopenhagi, gdzie podjął decyzję o powrocie do walczącego kraju. 9 września przez Sztokholm, Helsinki dotarł do Wilna. 11 września zameldował się w Sztabie Naczelnego Wodza w Brześciu nad Bugiem, gdzie mianowany został szefem Oddziału II Dowództwa Frontu Południowego we Lwowie.
W tym czasie (jesień 1939) jego żona Halina Szymańska wraz z dziećmi, dzięki osobistej pomocy szefa Abwehry, admirała Wilhelma Canarisa, bezpiecznie wyjechała z Poznania do Szwajcarii. Halina Szymańska, jako brytyjski agent, spotykała się z Canarisem i Giseviusem w kolejnych latach wojny.
Antoni Szymański brał udział w obronie Lwowa. Po kapitulacji tego miasta (22 września) dostał się do niewoli radzieckiej. Przebywał w obozie przejściowym w Wołoczyskach, następnie (do 26 stycznia 1940) w obozie w Starobielsku. W tym ostatnim poddawany był indoktrynacji – nieskutecznej jednak, ponieważ Szymański nie znał rosyjskiego. W styczniu 1940 został przeniesiony do więzienia na Łubiance – było to efektem odrzucenia propozycji współpracy z ZSRR. Uwolniony został po zawarciu układu Sikorski-Majski.
Po uwolnieniu wstąpił do sztabu gen. Andersa. 8 września 1941 razem z generałem brygady Mieczysławem Boruta-Spiechowiczem, wyznaczonym na dowódcę 5 Dywizji Piechoty udał się z Moskwy do miejscowości Tatiszczewo z zadaniem sformowania 15 pułku piechoty. Po odwołaniu szefa sztabu 5 Dywizji Piechoty, ppłk. dypl. Berlinga, na krótko zajął jego miejsce.
W marcu 1942 przeniesiony został do Teheranu, gdzie objął stanowisko Inspektora Oddziałów Polskich w Iranie, zaś w maju został dowódcą Bazy Ewakuacyjnej w Iranie. Na pułkownika został awansowany ze starszeństwem z dniem 1 stycznia 1943 roku w korpusie oficerów piechoty.
14 lipca 1943 objął stanowisko attaché wojskowego w Kairze. Funkcję tę sprawował do 24 sierpnia. 1 stycznia 1945 został attaché wojskowym w Paryżu. Po zakończeniu II wojny światowej został szefem Wojskowej Misji Likwidacyjnej w Paryżu i przebywał na tym stanowisku do maja 1948. Następnie zamieszkał w Londynie.
Prezydent RP August Zaleski awansował go na generała brygady ze starszeństwem z 11 listopada 1964 roku w korpusie generałów.
Zmarł 11 grudnia 1973 w Londynie. Został pochowany na cmentarzu Gunnersbury.

## Ordery i odznaczenia
- Krzyż Srebrny Orderu Wojskowego Virtuti Militari (13 kwietnia 1921)[14]
- Krzyż Niepodległości (20 lipca 1932)[15]
- Krzyż Kawalerski Orderu Odrodzenia Polski (11 listopada 1936)[16]
- Krzyż Walecznych (trzykrotnie[17], po raz pierwszy w 1921)[18]
- Złoty Krzyż Zasługi z Mieczami
- Medal Wojska
- Srebrny Krzyż Zasługi (dwukrotnie: 15 sierpnia 1924[19], 10 listopada 1928[20])
- Medal Pamiątkowy za Wojnę 1918–1921
- Medal Dziesięciolecia Odzyskanej Niepodległości
- Krzyż Oficerski Orderu Korony Rumunii (Rumunia, 7 września 1923)[21]
- Medal Wojenny (Grecja, 11 listopada 1936)[22]